# Старосурметово
Старосурметово (баш. Иҫке Сөрмәт) — село в Чекмагушевском районе Республики Башкортостан Российской Федерации. Входит в состав Резяповского сельсовета. 

## География

### Географическое положение
Расстояние до:
- районного центра (Чекмагуш): 27 км,
- ближайшей ж/д станции (Буздяк): 86 км.

## Население
| 2002 | 2009 | 2010 |
| ---- | ---- | ---- |
| 22   | ↘14  | ↘7   |

Национальный состав
Согласно переписи 2002 года, преобладающие национальности — башкиры (50 %), татары (45 %).